# Hajiabad (shahrestan)
Hajiabad (persiska: حاجی‌آباد), eller Shahrestan-e Hajiabad (شهرستان حاجی‌آباد), är en shahrestan, delprovins, i provinsen Hormozgan i södra Iran. Den hade 69 625 invånare år 2016. Administrativt centrum är staden Hajiabad.